# Kostel Saint-Nicolas-du-Louvre
Kostel Saint-Nicolas-du-Louvre (neboli kostel svatého Mikuláše v Louvru) byl kostel v Paříži, který se nacházel v dnešním 1. obvodu. V roce 1780 byl zbořen.

## Poloha
Kostel se nacházel na pravém břehu řeky Seiny v blízkosti paláce Louvre a port Saint-Nicolas. V sousedství stál kostel Saint-Thomas-du-Louvre.
Kostel Saint-Nicolas-du-Louvre se nacházel v bývalé ulici Rue des Orties-du-Louvre (též nazývané Rue Saint-Nicolas-du-Louvre). Celý tento prostor byl asanován v 19. století při rozšíření paláce Louvre.

## Historie
Robert I. z Dreux založil kostel Saint-Thomas-du-Louvre na lénu Ville l'Évêque. Založil také špitál a kolej. V roce 1209 papež Inocenc III. umožnil příchod chudých studentů. Po sporu mezi kapitulou u sv. Tomáše a rektorem koleje byl majetek hraběte de Dreux rozdělen mezi tyto dvě instituce. V roce 1217 papež povolil koleji zřízení kaple a hřbitova. Kaple byla zasvěcena sv. Mikuláši. Kolej a špitál byly přejmenovány na špitál chudých žáků Saint-Nicolas-du-Louvre. Koncem 13. století byl v koleji rektor, kaplan a patnáct učenců. V roce 1350 zde byli dva kaplani a osmnáct učenců.
Dne 25. července 1541 pařížský biskup Jean du Bellay zrušil kolej a zřídil kapitulu složenou z probošta a patnácti kanovníků. Tato kapitula byla v roce 1740 přenesena na kostel Saint-Thomas-du-Louvre, a byla sloučena s kapitulou kostela Saint-Louis-du-Louvre. Kostel Saint-Nicolas-du-Louvre tak byl opuštěn. V roce 1780, krátce před Francouzskou revolucí, byl stržen.